# 2022년 러시아 사이버 공격
2022년 2월 25일 어나니머스는 러시아의 우크라이나 침공중 러시아 정부에 대한 사이버 전쟁을 공식 선언하고 이후 러시아 국방부와 크렘린궁 사이트 등 러시아 정부 관련 웹사이트가 디도스(DDoS) 공격을 받아 먹통이 됐다 발표했다. 

## 3월
현지시간 3월 6일 어나니머스는 러시아의 국영매체를 뺀 모든 채널을 해킹했다고 주장했다.또한 현지시간을 기준으로 3월 22일 어나니머스는 러시아 내에 있는 다국적 기업들에개 "러시아에서 이틀내 철수하라" 경고하기도 했으며 같이 러시아 시장을 떠나지 않기로 한 르로이 메를린과 오샹, 데카트론에게도 "대량학살의 희생자들과 연대하기보다 이익을 우선시했다"고 비난했다.

## 4월
어나니머스는 현지시간 4월 3일 우크라이나에서 전투중인 러시아군의 개인정보를 유출했다고 밝혔으며 이와같이 또다른 해킹을 예고했다.

## 반응
전세계가 해킹을 불법으로 규정하고 있으나 많은 소셜미디어 이용자들은 어나니머스의 해킹에 지지를 표하고 있다고 외신에서 보도했으며 어떤 이는 “사람들이 진심으로 관심을 기울이는 대의명분이지만 누구도 나서지 못하는 상황에서 이들은 거의 ‘사이버 로빈 후드’와 같은 존재”라고 평했다.